# Broccoli GAMERS Radio
broccoli GAMERS Radioは、ブロッコリー協賛のラジオ番組である。放送期間は2003年4月6日（4月5日深夜）から2003年9月8日（9月7日深夜）までの全26回。

## パーソナリティー
- 氷上恭子
- G.G.F.

## 放送時間
- ラジオ大阪 土曜･0:00～00:30（金曜深夜）
- 文化放送 土曜･2:00～2:30（金曜深夜）
- 信越放送 月曜･0:00～0:30（日曜深夜、一部雑誌や番組公式HPでは「日曜24:05から」となっているが、実際は5分早く放送していた）

## 主なコーナー
- 今日の日直を決めるオープニングゲーム

番組開始直後に始まるコーナー。リスナーから届いたテーマで山手線ゲームを行い、負けた人が日直になるというもの。
- ふつおた
- 人生はゲーマーズにあり

リスナーからのお悩みをブロッコリーの商品で解決するコーナー。
- 今週の日直

オープニングゲームで決まった日直が受ける罰ゲームコーナー
- ゲーマーズ・ガーディアン・フェアリーズ今週のおすすめ

G.G.F.の各キャンペーン声優が演じるフェアリーたちがブロッコリー最新情報を紹介する。